# Blatiny
Blatiny (německy Neustift) jsou místní částí městyse Sněžné, kraj Vysočina, okres Žďár nad Sázavou.

## Název
Název se vyvíjel od varianty naisstiftski (1768), Neustift a Nové Sady (1846), Neustift a Novosady (1885), Neustift, Novosady a Blatiny (1915) až k podobě Blatiny v roce 1924. Původní německé pojmenování Neustift (Novosady) znamenalo nově založená ves. Místní jméno Blatice znamenalo blátivé místo.

## Historie
Blatiny jsou mladou obcí, založeny byly až v poslední fázi kolonizace Novoměstska na počátku 18. století. V této oblasti pracovalo mnoho železářských hutí a na mnoha místech byl úplně vykácen les. V roce 1707 se rozhodla novoměstská vrchnost neosázet znovu les a dovolila dělníkům, pracujícím v lesích a v panských podnicích, aby si zde postavili svá obydlí.
V roce 1735 zde již bylo 16 domků a osada dostala německý název Neustift (česky Novosady). V roce 1768 dostala osada vlastní pečeť, ve znaku má zahrádku a tři květy, později se ve znaku objevila lípa.
Název Neustift byl brzy počeštěn na Novosady, ale lidově se zde vždy říkalo Blatiny, oficiálně se tento název začal používat v roce 1924. V roce 1962 byla osada přičleněna ke Sněžnému.

## Současnost
Blatiny jsou rozptýlenou horskou obcí, je zde několik penzionů, zajímavostí je pražírna kávy Hofr.
Osada je také východiskem pěších túr na vrcholy Žďárských vrchů, nejbližší jsou Dráteničky.
Spojení s obcí je na autobusové lince Svratka-Nové Město na Moravě.

## Významné osobnosti
- Josef Jambor, malíř (1887–1964), trávil zde na chalupě většinu roku a tvořil zde.

## Galerie

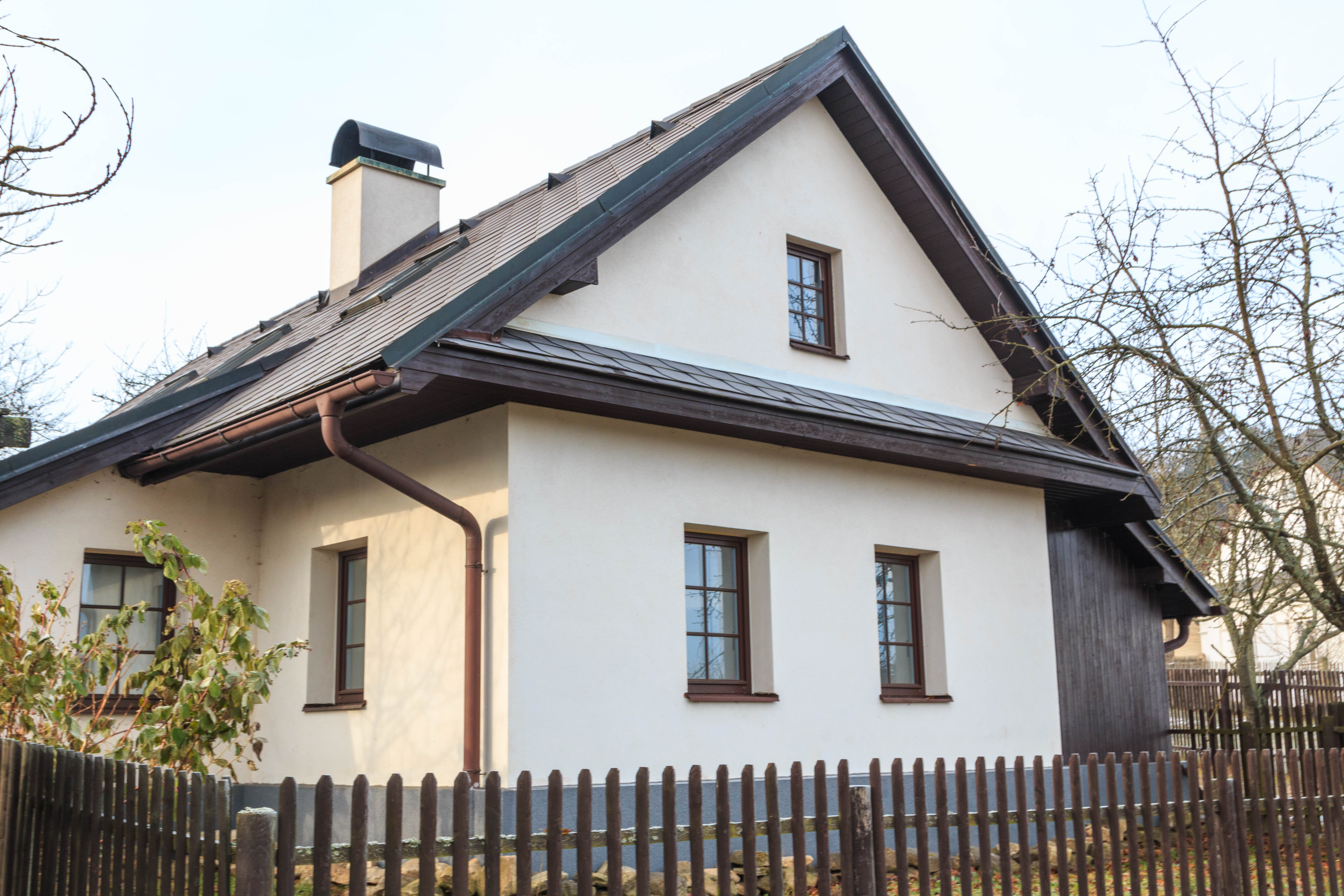
Blatiny - čp. 56
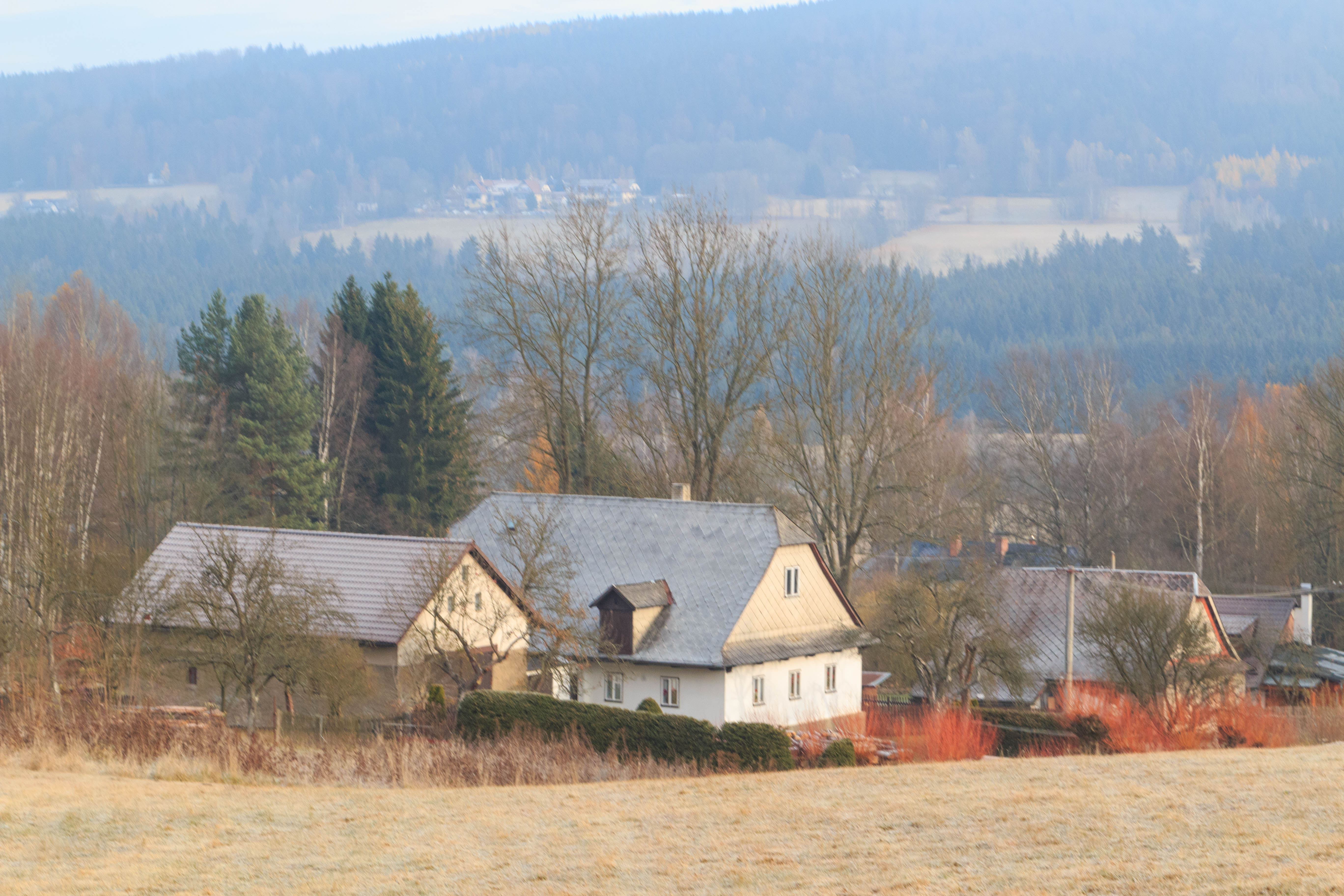
Blatiny - čp. 23
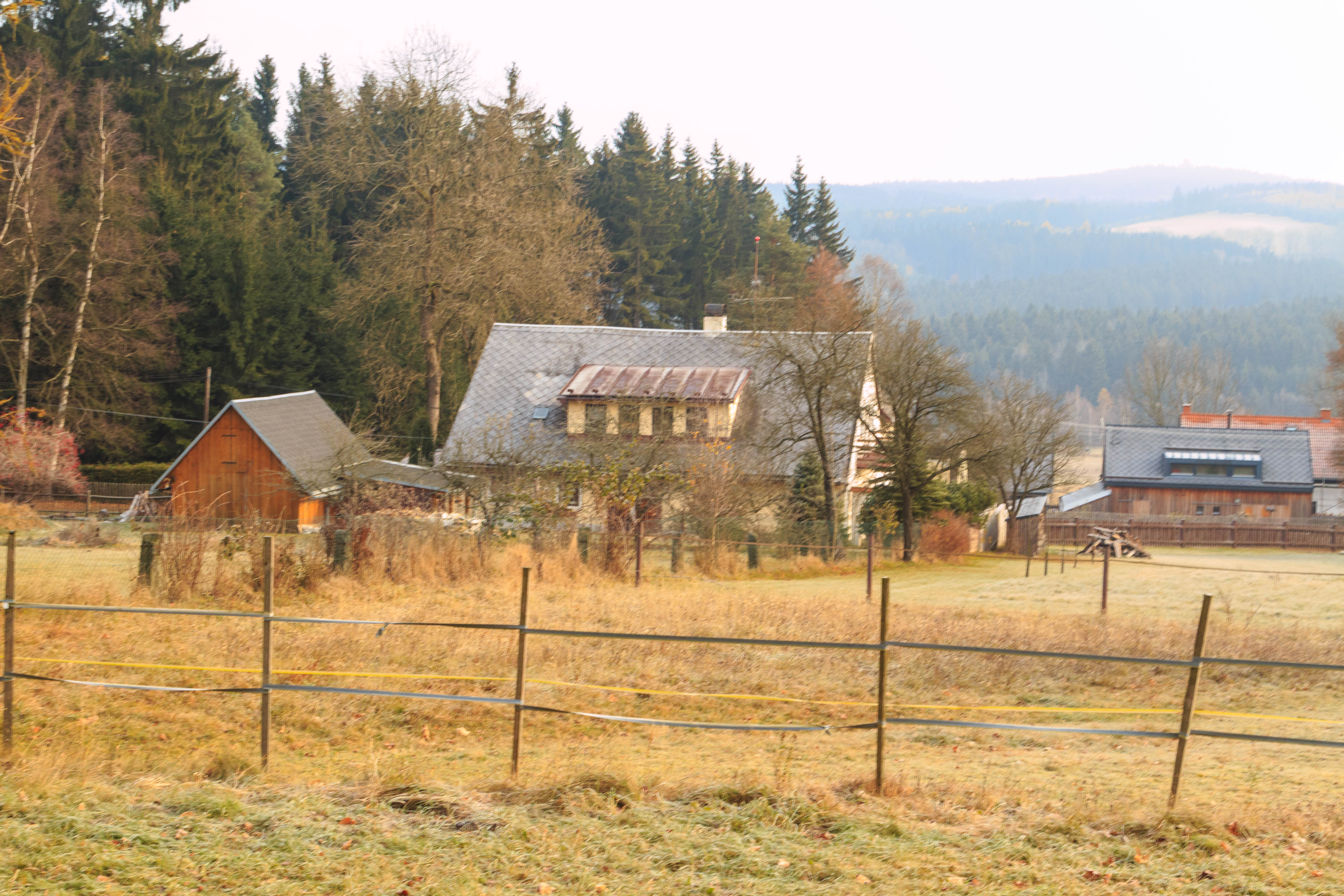
Blatiny - hostinec U Kosků
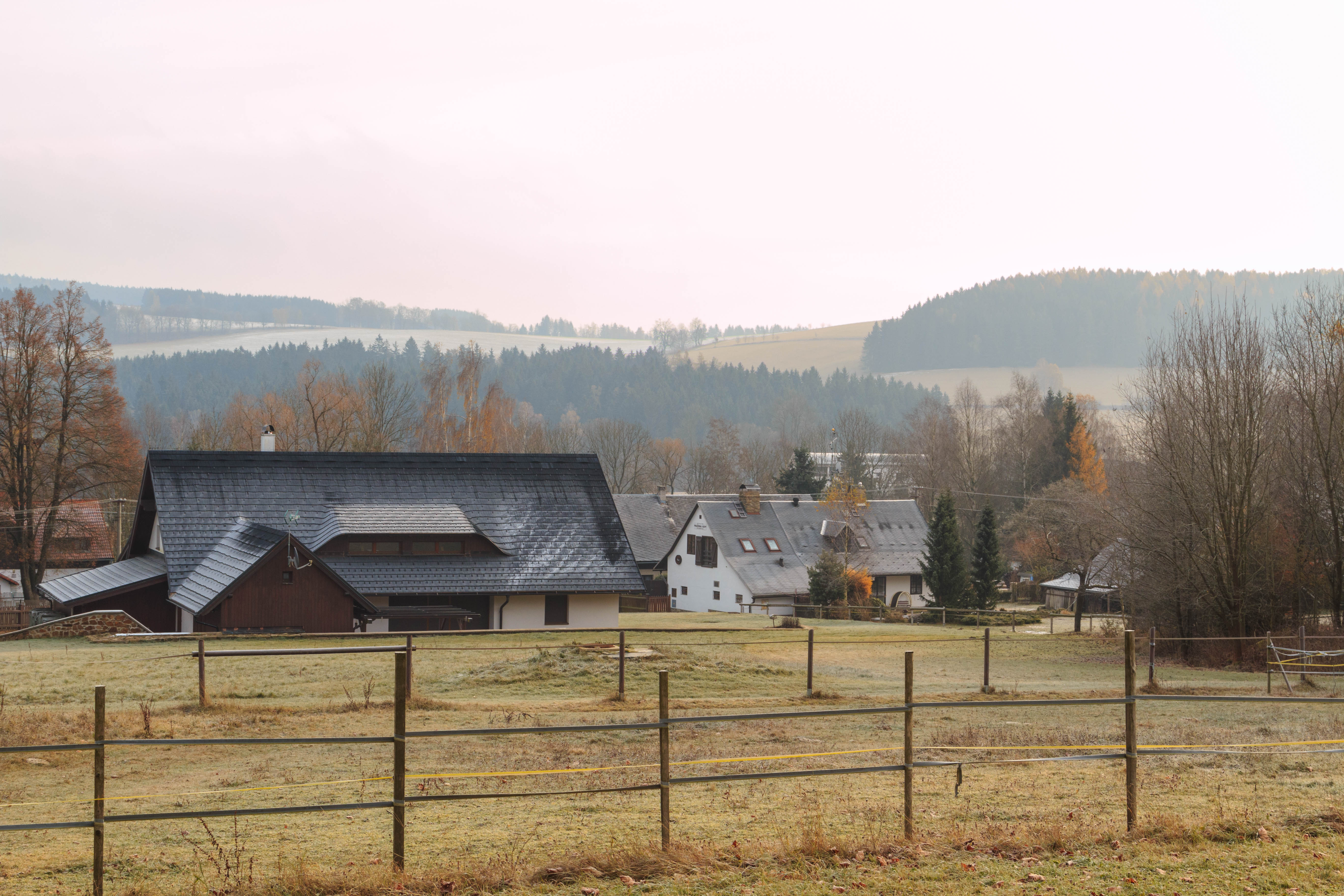
Blatiny - čp. 76